# Pfarrkirche Sankt Pankrazen

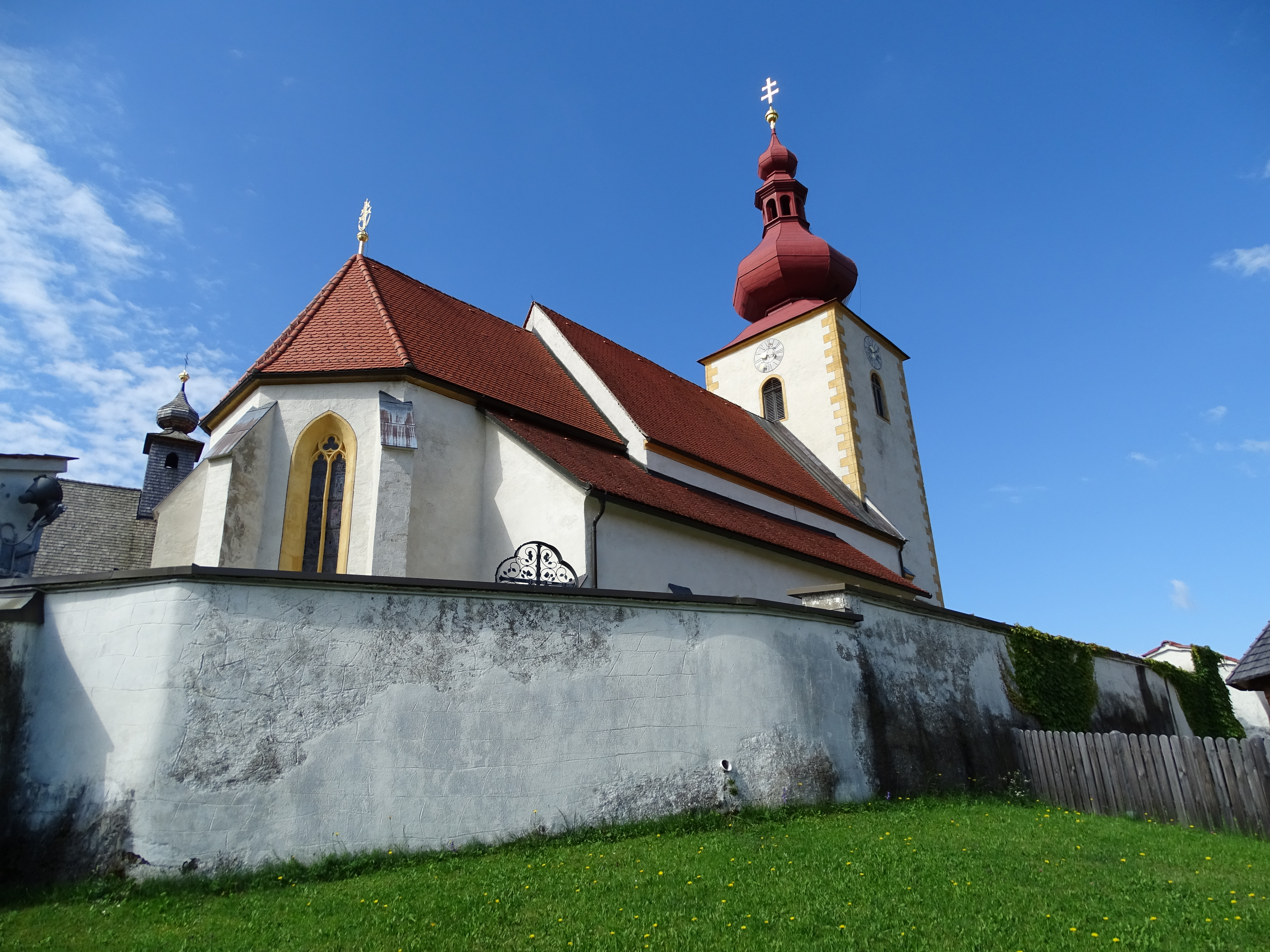
Die Kirche im Juli 2018

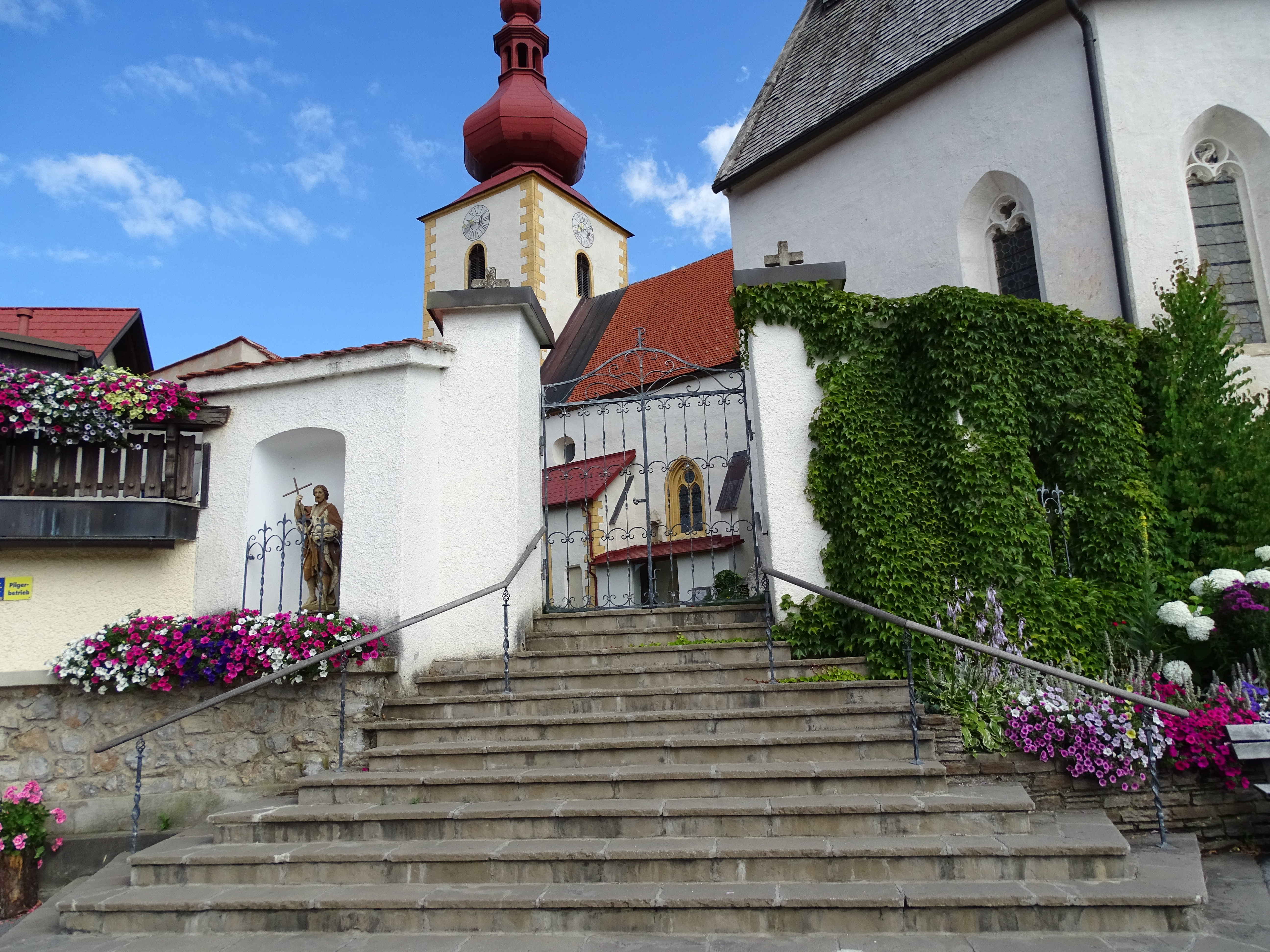
Stiegenaufgang zur Kirche

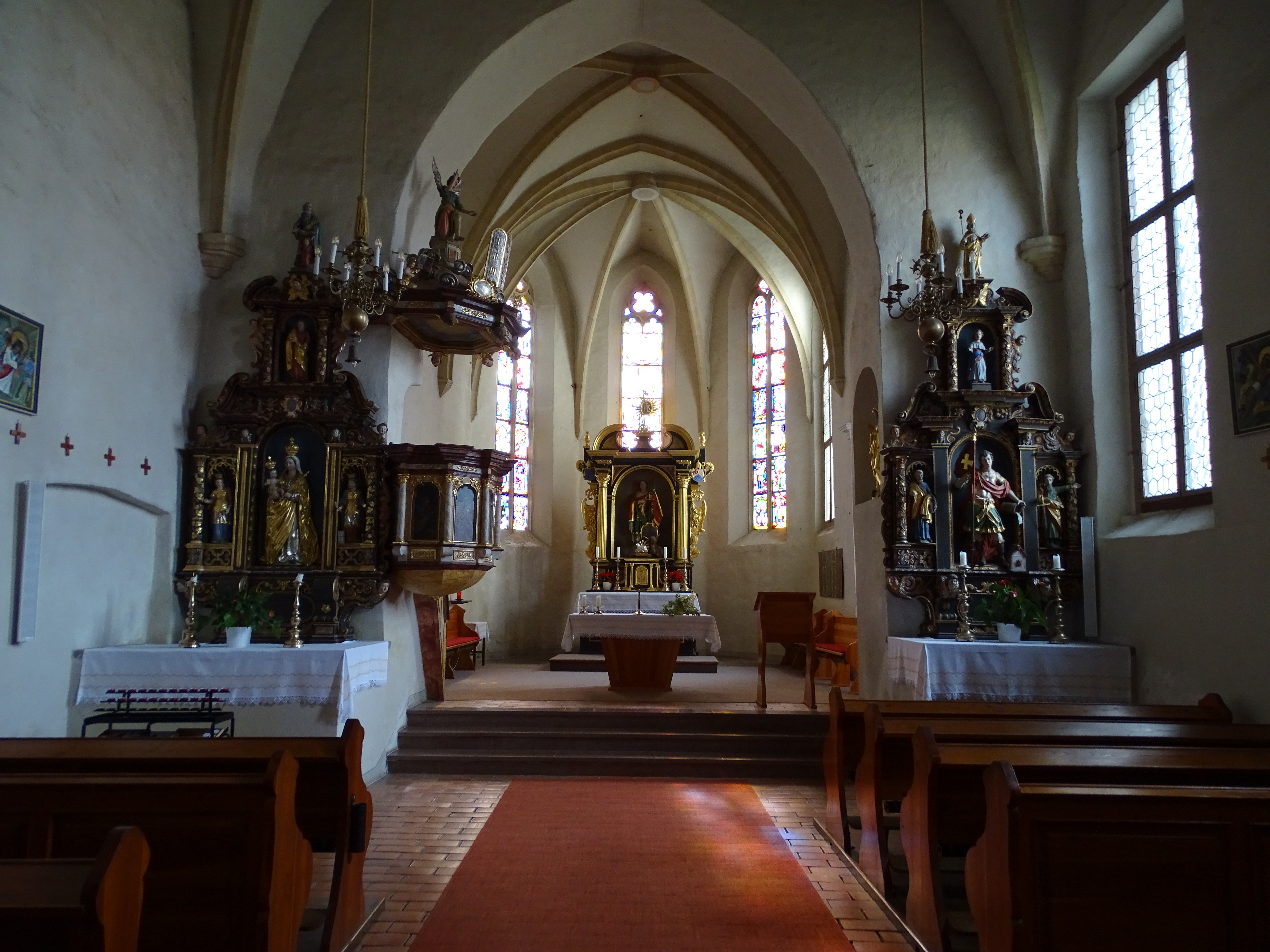
Blick auf den Hochaltar und die beiden Seitenaltäre der Kirche

Die Pfarrkirche Sankt Pankrazen ist eine römisch-katholische Pfarr- und Wallfahrtskirche in St. Pankrazen in der Gemeinde Gratwein-Straßengel im Bezirk Graz-Umgebung in der Steiermark. Ihre Geschichte führt bis in die zweite Hälfte des 14. Jahrhunderts zurück.

## Lage
Die Kirche befindet sich in dem Kirchweiler Sankt Pankrazen in der Katastralgemeinde Gschnaidt.

## Geschichte
Die erste urkundliche Erwähnung der Kirche stammt aus dem Jahr 1365. Der Chor wurde am Ende des 14. oder Beginn des 15. Jahrhunderts erbaut. Das spätgotische Kirchenschiff stammt aus dem auslaufenden 15. Jahrhundert. Die Pfarre wurde 1607 dem Stift Rein inkorporiert. Zwischen 1968 und 1973 wurde der Innenraum restauriert.

## Architektur
Der Kirchturm steht im Westen der Kirche vor der Fassade. Er hat einen Zwiebelhelm mit Laterne. Darin hängen zwei in den Jahren 1471 und 1696 gegossene Glocken. Letztere stammt von Florentin Streckfuß. An der Außenseite des Chores befinden sich abgetreppte Strebepfeiler, zwei davon an der westlichen Fassade übereck gestellt. An der südlichen Außenmauer des Langhauses befindet sich ein Vorbau mit einem Aufgang zur Empore aus dem Jahr 1546.

## Innenraum
Das dreijochige Langhaus wird von einem auf Konsolen sitzenden Netzrippengewölbe mit geknickter Reihung überspannt. Es gibt ein Maßwerkfenster. Der einjochige Chor ist schmäler als das Langhaus und drei Stufen höher. Er ist kreuzrippengewölbt und hat zweibahnige Maßwerkfenster. Der Fronbogen ist eingezogen. Die zweijochige Sakristei befindet sich nördlich des Chores. Ihr östliches Joch stammt aus der Gotik und ist kreuzrippengewölbt, das westliche Joch ist barock und hat ein Kreuzgratgewölbe. Südlich des Chores befindet sich die 1723 erbaute Sebastianskapelle mit einem Kreuzgewölbe. Die dreiachsige und zweijochige Empore steht im westlichen Teil des Langhauses. Das westliche, spätgotische Emporenjoch hat ein auf Konsolen ruhendes Kreuzrippengewölbe. Eine der Konsolen ist mit einem Kopf verziert. Das östliche, barocke Emporenjoch hat ein Kreuzgewölbe. Die Emporenpfeiler mit Elemente der Renaissance stammen wie vermutlich auch der Emporenaufgang aus der Zeit um 1546. Die Kanzel wurde 1718 errichtet. Der gotische Taufstein ist zwölfseitig. Die barocke Orgel wurde in der Zeit um 1730 bis 1740 aufgestellt.
Der aus dem Jahr 1620 stammende Hochaltar wurde 1968 aus dem Stift Rein in die Kirche überführt. Auf ihm steht eine aus dem 19. Jahrhundert stammende Statue des heiligen Pankratius. Die Seitenaltäre wurden im dritten Viertel des 17. Jahrhunderts errichtet. Auf dem linken Seitenaltar steht eine spätgotische, aus dem Ende des 15. Jahrhunderts stammende und barock überarbeitete Statue der Maria mit Kind. Der Altar in der Sebastianskapelle hat ein mit 1729 datiertes Altarbild. Die Flügel der Orgel zeigen Malereien, welche die Verkündigung des Herrn sowie die heilige Cäcilia und König David darstellen. Die Glasmalereien des mittleren Chorfensters wurden 1970 von Franz Weiss gestaltet, die beiden seitlichen Fenster 1930 von Fritz Silberbauer. Eine Glasscheibe aus dem beginnenden 15. Jahrhundert befindet sich heute im Universalmuseum Joanneum.